# بنجامين غروسفينور
بنجامين غروسفينور (بالإنجليزية: Benjamin Grosvenor)‏ هو عازف بيانو بريطاني، ولد في 8 يوليو 1992 في ساوثند أون سي في المملكة المتحدة.

## وصلات خارجية
- الموقع الرسمي
- بنجامين غروسفينور على موقع IMDb (الإنجليزية)
- بنجامين غروسفينور على موقع ميوزك برينز (الإنجليزية)
- بنجامين غروسفينور على موقع ديسكوغز (الإنجليزية)